# Алебрихе
Алебрихе (исп. Alebrije, [aleˈβɾixes]) — ярко раскрашенные мексиканские народные игрушки, изображающие фантастических зверей. Впервые их стали делать в Мехико в 1936 году, и их появление связывают с именем Педро Линареса, который специализировался на изготовлении из папье-маше пиньят, Иуд для сжигания и карнавальных масок.
В том году Педро заболел лихорадкой, его преследовали галлюцинации — облака, скалы и леса, заселённые причудливыми животными с рогами, хвостами, крыльями и клыками; голоса кричали: «алебрихе!». Когда он пришёл в себя, он стал делать фигуры этих зверей. Владелец одной из галерей заметил эти работы и привлёк внимание к ним Диего Риверы и Фриды Кало, которые стали оплачивать Педро работу по производству новых алебрихе. В 1975 году вышел документальный фильм о Линаресе, и алебрихе стали популярны; за два года до смерти, в 1990 году, Педро получил Национальную научную и художественную премию в категории «Популярное и традиционное искусство» (Mexico's National Arts and Sciences Award in Popular Arts and Traditions Category). Работы вдохновили и других художников. Алебрихе, сделанные для Риверы и Кало, демонстрируются в Anahuacalli Museum.
Алебрихе — один из второстепенных персонажей мультфильмов «Легенда Навалы» (исп. La Leyenda de la Nahuala) и «Тайна Коко» (исп. Coco).